# Angelagrion fredericoi
Angelagrion fredericoi – gatunek ważki z rodziny łątkowatych (Coenagrionidae). Znany tylko z jednego stanowiska w stanie São Paulo w południowo-wschodniej Brazylii.